# Plagen
Plagen is op speelse wijze prikkelen van een ander met uitdagende woorden of lijfelijke grapjes, zoals kietelen.
Ook dieren kunnen geplaagd worden. Verder kan plagen een seksueel stimulerend spel zijn.

## Methoden
Plagen kan zowel lichamelijk als geestelijk geschieden. Lichamelijke plagerijen kunnen onder andere bestaan uit "plaagstootjes" met de vuisten, speels aan de haren of vlechten trekken ("meisjes plagen, kusjes vragen"), of iemand foppen door bijvoorbeeld een scheetkussen op de stoel te leggen.
Psychologisch kan men iemand plagen door hem op een milde manier voor de gek te houden of een grap ten koste van hem te maken, zoals gebruikelijk in een sinterklaasgedicht.

## Effect
Plagen is speels en kan humoristisch zijn. Een onhandige plager kan te ver gaan en een conflict of ruzie veroorzaken. Ook kan plagen overgaan in treiteren en is er geen sprake meer van spel.

## Plagen en pesten
Plagen is speels en plezierig of licht prikkelend. Pesten en gepest worden betekent dat het voor minstens één van beiden onaangenaam is en ongelijkwaardig voelt.
Plagen kan onbedoeld in pesten overgaan; voor kinderen is het van belang de grens ertussen te leren kennen. Ook kan iemand die geplaagd wordt de signalen verkeerd interpreteren, zodat het aardig bedoelde plagen voor hem als pesten aanvoelt.

## Seksueel plagen
Tijdens seks kunnen partners elkaar op verschillende manieren plagen. Bijvoorbeeld met de partner opgewonden maken, en plotseling terugtrekken, door de partner te verbieden iets te doen, of door speels te dwingen. Hierdoor wordt de seks spannender.